# Alalah
Alalah (Máribeli szövegekben Alaḫtum, később Alalaḫ, arabul: ألالاخ) ősi szíriai város a levantei térségben, az Orontész kanyarjában. Közel esik hozzá Antiokheia (ma Antakya). Különös jelentősége, hogy Aleppóval ellentétben 2800 éve nem lakott terület, ezért régészeti anyaga teljesebb és hozzáférhetőbb. Jamhadra vonatkozóan Alalah szolgál a legtöbb információval. A rommező 750 × 300 méteres alapterületű, azaz 22,5 hektár, 0,225 km². Legnagyobb jelentőségre Mukis fővárosaként tett szert.

## Története
A városban 1935 óta folynak ásatások. Leonard Woolley maga is meglepődött, hogy milyen jelentős települést tárt fel. A palotakomplexumban ma 18 régészeti réteg ismert, számozásuk 0–XVII. A XVII. réteget i. e. 3400-ra datálják, az utolsót i. e. 1200-ra. Alalah ugyan lakott maradt a későbbiekben is, és Kinalua néven az Alalah–Ugariti Királyság központja lett, de a királyi palota máshová került. A bronzkort (i. e. 2000 – i. e. 1200) a 0–VIII. rétegek képviselik. Az arameus-kori rétegei a 0a (i. e. 1000-900), 0b (i. e. 900-800) és 0c (i. e. 800-700) rétegek. A híres alalahi Istár-templom a VII-IV. rétegben van.
I. e. 3400 körüli időktől Alalah regionális központ lehetett. I. e. 2700 körül épült a település első palotája. Homlokzatán oszlopos kivitelben, formázott vályogtéglából készült. Egy templom romjaiban boltív is felismerhető. A stílus Kis egykorú építményeihez hasonló. Az i. e. 3. évezredben Ebla befolyási övezetében feküdt, ennek révén széles körű kereskedelmi kapcsolatokat ápolt minden olyan területtel, amivel Ebla is kapcsolatba került. Az első palotát Sarrukín akkád király rombolta le, amikor a Felső-tenger (Földközi-tenger) felé vezette hadseregét. E hadjárat nyomai az alulról számított ötödik rétegben, a XII-ben találhatók.
A III. uri dinasztia bukása után a Márival kiújuló viszálykodás vezetett Ebla végleges hanyatlásához – Ebla korábbi területén új állam alakult, Jamhad, amelynek Halap (ma Aleppó) lett a fővárosa. Jamhad Ebla hagyományait folytatta mind a Mári várossal szembeni politikájában, mind kultúrájában. E jamhadi korban, az i. e. 2000-et követő időszakban Alalah még csak egyike volt a sok környékbeli településnek, de a várost közvetlenül a jamhadi uralkodóház hercegei vezették, ezért gyors fejlődésnek indult. I. Hammurapi jamhadi király fia, a későbbi II. Jarimlím az első ebben a sorban. Az i. e. 17. század folyamán valószínűleg II. Jarimlím építtette a VII. réteg palotáját.
A VI-V. rétegek szegényesek, ezért a város elnéptelenedését lehet feltételezni, és tart ez a IV. rétegig, amely már a következő kor bevezetője. Valószínűleg szerepet játszanak ebben I. Thotmesz és I. Hattuszilisz hadjáratai is. Míg a VII. rétegben még gyakorlatilag nincs hurri nyelvelem a leletekben, a IV-ben már széles körben elterjedt.
A jamhadi kor vége felé, az i. e. 15. században a hurrik hódítása elől Halapból elmenekülő Idrimi tette meg székhelyének Alalahot, és ettől kezdve két évszázadig főváros lett. Idrimi építette a IV. réteg új palotáját a 30 éves uralkodása alatt. Idrimi fia és második utódja, II. Níkmepa idejéből nagyon sok írásos forrás került elő a palotából. Rövid időre III. Thotmesz fennhatósága alá került, de Saustatar visszafoglalta. II. Ilim-ilimma alatt az eredeti kormányzói székhelyet, Halapot is visszaszerezték, de az uralkodó nem költözött el Alalahból.
Mitanni visszaszorulásával a hettita érdekszférába került a város. Ituraddu balsikerű lázadásával Alalah hettita tartomány lett. Megjelennek a leletekben a hettita ékírásos emlékek, és a várost rövid ideig a halapi alkirályságból, majd Kargamisból kormányozták. I. e. 1200 körül a tengeri népek megsemmisítették.
Az i. e. 11. század végén vagy a 10. század elején Alalah újra főváros lett, ekkor mintegy 800 méterrel odébb egy másik dombra épült királyi palota. Kinalua lett a neve, és az Alalah–Ugariti Királyság székhelye. Ekkori palotakomplexuma 500 × 700 méteres alapterületű. A város utolsó elpusztítása III. Tukulti-apil-ésarra nevéhez fűződik az i. e. 738-as hadjáratában.

## Szövegek
Alalahban több száz akkád nyelvű ékírásos táblát találtak, kiemelkedő a VII. és IV. réteg 175 és 300 darab táblája. Ezeknek többsége gazdasági és jogi dokumentum, amelyeken keresztül az alalahi emberek mindennapi életét lehet megismerni. A gazdasági dokumentumok mindenféle listákat tartalmaznak, emberekről, leltárakról, fejadagokról és a földparcellák tulajdonosairól. A jogi jellegű írások nagyrészt a mukisi király törvényhozói és bírói tevékenységéről számolnak be.
A szövegek alapján rekonstruálható társadalmi kép szerint Alalahban az uralkodó osztály kis számú volt, és gyakorlatilag az uralkodóházra (a királyi család közvetlen tagjai) korlátozódott. A középosztály szabad, vagy felszabadított emberekből állt, akik kézművesek vagy kereskedők voltak. Ők alkották háborúban a dárdások és íjászok egységeit, békeidőben viszont közmunkákat is végeztek. Az alsó osztályt a parasztok alkották.

## A város történetének szakaszai
A 750 × 300 méteres téglalap alakú település tengelye északnyugat-délkeleti irányú. A fellegvár a lakónegyedektől északra található, és itt van Alalah nevezetessége, a 2000 éven át folyamatosan működő Istár-templom is. A várost a II. rétegben külső és belső fal védte. Az első ismert kapu a VII. rétegből került elő. A város temetőjét még nem találták meg, ennek létét feltételezik annak ellenére, hogy sok otthontemetkezést találtak, amikor a halottat egyszerűen a ház padlója alá temették el. Ez azonban a legszegényebb rétegekre korlátozódott, a jómódúak vélhetően valahol a városfalon kívül temetkeztek.

### XVII. réteg
A XVII. réteg a legalsó régészeti szint, amely a város keletkezése körül jött létre, körülbelül i. e. 3400–3300-ban. A legalsó kultúrát azonban nehéz tanulmányozni, mert talajvízben áll. Itt a korongolt és részben geometrikus mintákkal festett kerámia megléte a legfontosabb felfedezés.

### XVI-XV. réteg
A XVI. réteg i. e. 3200 körül keletkezett. Jellegzetessége az állatmotívumos kerámia. Itt már állt egy 20 × 7 méteres alapterületű templom, amelynek udvarában állították fel az oltárt. A falakat fehér habarccsal vakolták be. A lakónegyedből feltártak egy egyiptomi mintájú festékes palettát 

A XV. réteg az előzőnek szerves folytatása, de hanyatlásra utaló jeleket mutat. Új épületeket alig-alig emeltek, és a régieket is elhanyagolták.

### XIV-XIII. réteg
A XIV. réteg a Dzsemdet Naszr-kultúra idejére tehető. A várost és a templomot átépítették. A templom ekkor átriumból, udvarból és szentélyből állt, a falakra padokat rögzítettek, falait megerősítették. Északi részén a korábbi templom elemeit használták fel, ami a folytonosságot bizonyítja.
A templomot a XIII. rétegben változatlan formában használták. A lakónegyedben a házakat átalakították és számos új épült. Az egyik nagyobb épületben sumer pecséthenger került elő.

### XII. réteg
A XII. réteg az i. e. 2. évezred közepe körül keletkezett. Eddig gyengén kutatott része Alalahnak. Nem egységes, a lakónegyedben legalább három szakasz különíthető el. Ekkor addig lakott részeken – a megelőzőekhez képest – monumentális palotát emeltek. Feltételezett bejárata északnyugat felé nyílt, sártéglából épített oszlopsor szegélyezte, előtte egy méter vastagságú falakkal. Ezt a palotát legalább kétszer felújították, vagyis ugyanazt a hármas szakaszolást mutatja, mint a lakónegyed.
A templomot újra átépítették. Bejárata a keleti végére került, belül három, egymás után sorakozó helyiséget alakítottak ki. Falai épp olyan vastagok, mint a palotáé.

### XI. réteg
A XI. réteg az akkád korra datálódik, mivel akkád pecséthengerek lenyomatait találták meg. Hogy mennyiben volt az Akkád Birodalom része, azt nem tudjuk. Új palota és templom épült ebben a korban. A templom vastag falain belül több helyiség volt, ezekből hat égetett téglával lett kikövezve.

### X-VIII. réteg
A X. réteg az i. e. 3. évezred végéről származik. Ekkor a palotából valószínűleg egyetlen helyiséget használtak. Ez időben a templom sem állt, csak a megelőző kilenc építészeti réteg dombja és a korábbi templomok alapjai mutatták a helyét. Az i. e. 2000 körüli IX. réteg hasonló a X-hez.
A VIII. rétegben újjáépítették a templomot, de erős falaiból eddig kevés került elő ahhoz, hogy rekonstruálni lehessen. A palota is újjáépült, a korábbihoz hasonló konstrukcióban.

### VII. réteg
A VII. réteg Jamhad korában keletkezett az i. e. 18. századtól I. Hattuszilisz hadjáratáig, az i. e. 16. század elejéig. A rétegben számos ékírásos tábla maradt fenn, amelyek hasonló aleppói leletek híján a jamhadi kor első számú egykorú forrásai.
A VII. réteg palotája már összeépült a templommal, kezdett kialakulni a Mezopotámia és peremvidéke környékén általánossá váló palotakomplexum, amely a palotagazdaságra jellemző. Ez a fellegvártípus az i. e. 15-14. században szinte minden fontosabb városban és minden királyi székhelyen megjelenik. Elterjedt lett a mükénéi világban és Minószban is. A minószi kapcsolatokat a krétai freskó-stílusok megjelenése is mutatja, de az átvétel iránya az időrend miatt inkább tűnik minósz felé mutatónak. Ez esetben a knósszoszi palota első festményeit valószínűleg mukisi vándorművészek készítették. Erre mutat az is, hogy ezek a művek kifejezetten freskótechnikával készültek, míg a Közel-Kelet többi részén ez időben a szekkó (secco) volt az elterjedt. A palota magánszobái freskókkal gazdagon díszítettek voltak. A festmények azonban nagyrészt megsemmisültek a VII. réteg végén egy tűzvészben, ezért tematikájuk csak néhány töredék alapján vázolható. Ezekben is megjelennek bikakultuszra utaló jelek. Az bizonyos, hogy az élénk alapszínű falakat szegélyekkel húzták körbe, és figurális ábrázolások kerültek rájuk.
A palota a város északkeleti részén állt, egyes falai maguk a városfalak voltak. A főépület 20 × 60 méteres alapterületű, és lényegében két nagy udvar köré szerveződik. Az udvarok köré épültek a helyiségek. Déli részére összpontosult a gazdasági funkció a raktárakkal. A helyiségek jellegéből az következik, hogy a királyi család lakórészei az emeleten voltak.
A palotához kapcsolódó templomban a nagy méretű központi udvar egy keskeny folyosón közelíthető meg. A több szobor töredékeiben egyiptomi stílusbefolyás is felismerhető, de vannak hagyományos, helyi technikával és stílusban készített szobrok is. A templomban alasijai kerámia is előkerült.

### VI-V. réteg
A VI. réteg az i. e. 17-16 század fordulója körül keletkezett. Az előző korban beinduló ciprusi kerámia import folytatódott, a hazai mázas kerámia gazdagon díszített. Innen kerültek elő az első üvegtárgyak. E réteg azonban megszűnik az átalakítás közben, aztán folytonos átmenettel csatlakozik az V. rétegnek nevezett kultúrszinthez, amely nagyon hasonló a VI-hoz.
Az V. réteg jellemzője a sok új lakóépület, nemcsak a fellegvárt, de a lakónegyedet is átépítették.

### IV. réteg
A IV. réteg Mitanni fennhatóságának rétege. Rengeteg feliratos emlék került elő, amelyek elsődleges forrásai a korszaknak, és a Mitannival kapcsolatos ismereteket csak Nuzi feltárása tudta hasonlóképpen gyarapítani. A réteg palotáját Níkmepa kezdte el építeni. Ekkorra tehető a fellegvár végleges kialakulása, és a palotakomplexum tipikus formájának létrejötte. Az új palota a VII. réteg palotájától délre épült 20 × 40 méteres alapon. Bejárata két oszloppal díszített, innen egy „előszobába” lehetett jutni, az ezt követő teremből pedig egy lépcsőházba és az udvarra. Az udvar körül ismét több helyiség épült. A keletiek voltak a raktárhelyiségek. A palota vastag falaiból arra következtetnek, hogy legalább két emeletes volt.

### III-II. réteg
A III. réteg a hettita fennhatóság időszakában jött létre. A város északnyugati részén egy több mint 80 × 80 méteres alapterületű fellegvár épült, de rossz állapotban maradt fenn, ezért sok a bizonytalanság körülötte.
A III. réteg templomában udvari oltár állt, bejárata oszlopos. A falak vastagságából itt is arra következtetnek, hogy több emeletes lehetett. A stílus nem mutat hettita hatást.
A II. rétegben fordulnak elő először hettita pecsétek. A lakóházak legtöbbje a palotához hasonlóan egy udvar köré szervezett helyiségekből áll. Legtöbbjük emeletes lehetett, amit nemcsak a fal vastagsága, hanem lépcsőmaradványok is mutatnak.

### I-0. réteg
Az I. réteg sok helyen nagyon rossz állapotban maradt fenn. A város életében törés nem volt, a réteg nem valami pusztítás miatt különül el az előzőtől. A ciprusi kerámia eltűnik, helyette mükénéi kerámiák jelennek meg. Szokatlan újdonság a hamvasztásos temetkezés terjedése.
Ez időben a korábbi templomot lebontották, majd a korábbihoz hasonló struktúrával építették újjá. Ez a templom leégett, mire megint újjáépítették, de ebben a szakaszban az udvart két keresztirányú fallal tagolták. A templom melletti udvarról került elő Idrimi szobra.
A 0. réteg már a tengeri népek támadása utáni. Úgy tűnik, megpróbálták újjáépíteni a lerombolt templomot és a citadellát, de a lakosság lassan elhagyta a területet, a város megszűnt lakottnak lenni.

### 0a, 0b és 0c rétegek
A nulladik réteg tulajdonképpen Alalah pusztulásával egyidejű. Két évszázad múlva a lerombolt alalahi királyi palotától 800 méterre új fejedelmi központ létesült, Kinalua.

## Galéria

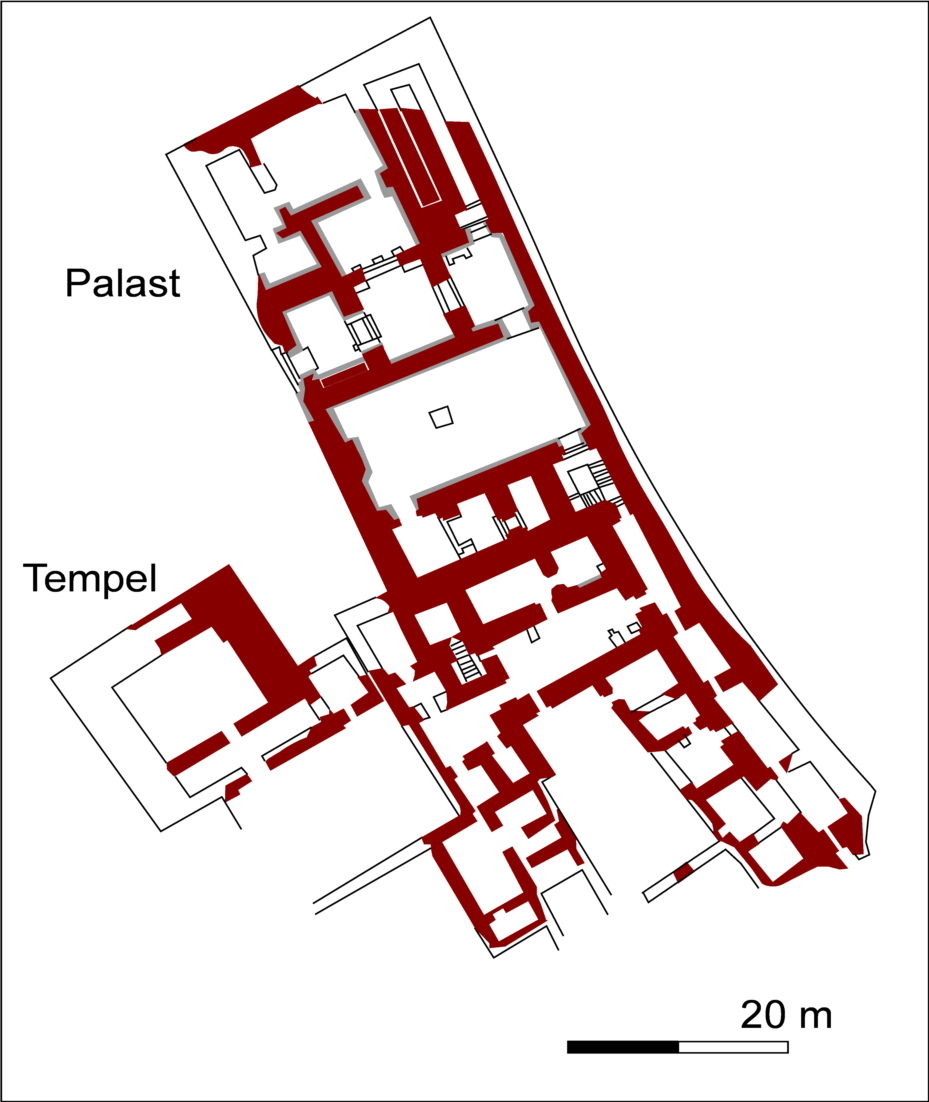
Palota a VII. rétegben
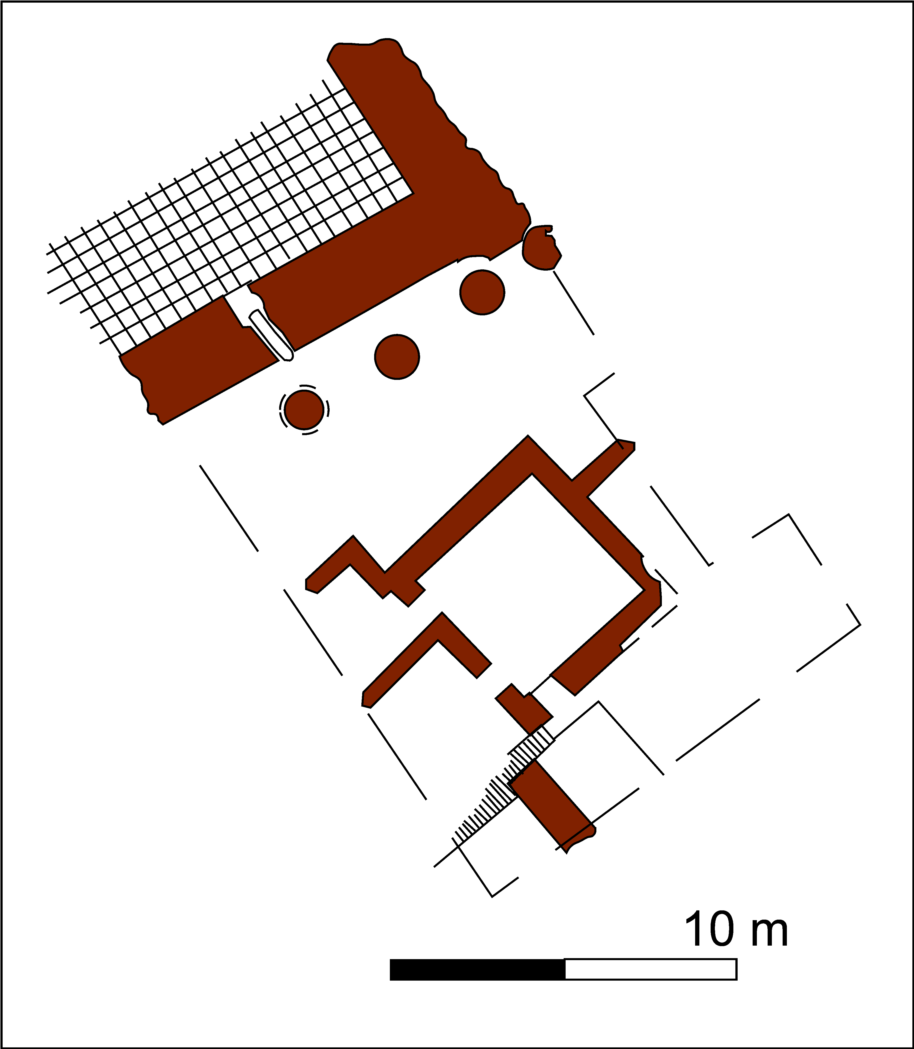
Palota a XII. rétegben
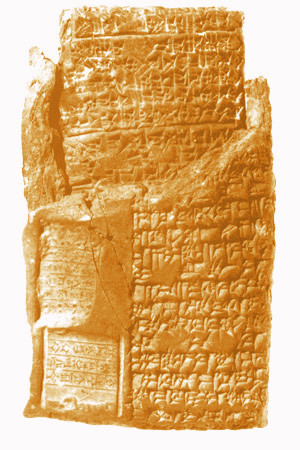
Ékírásos tábla Alalahból
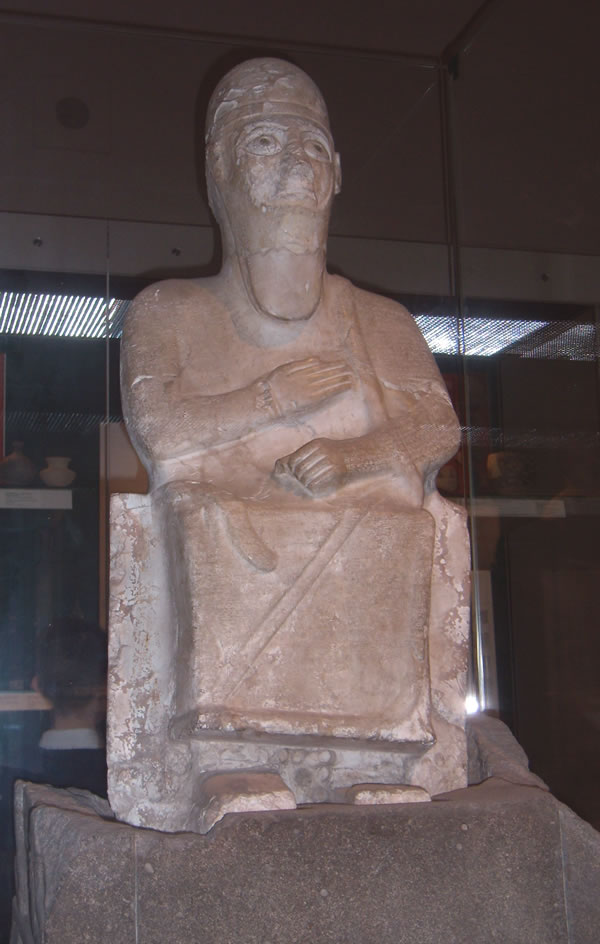
Idrimi szobra
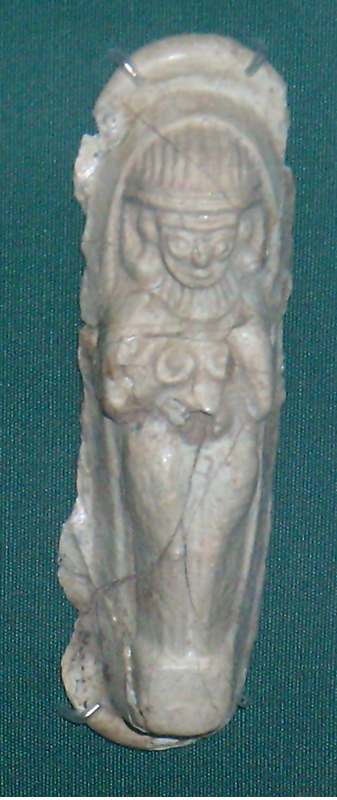
Üvegből készített istennőszobor
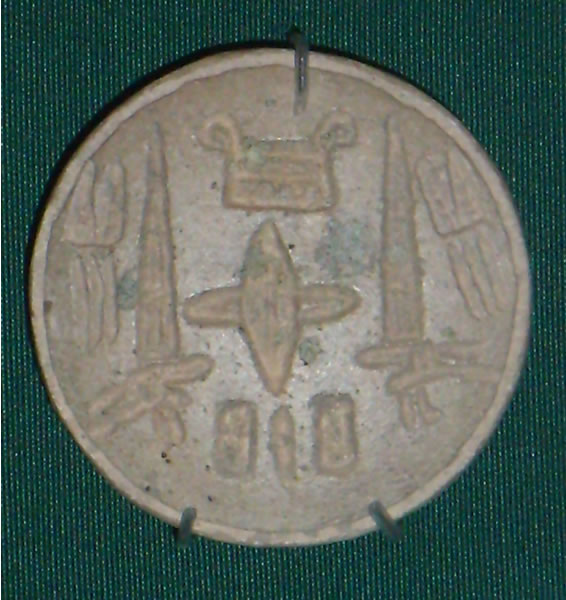
Hettita pecsét Alalahból
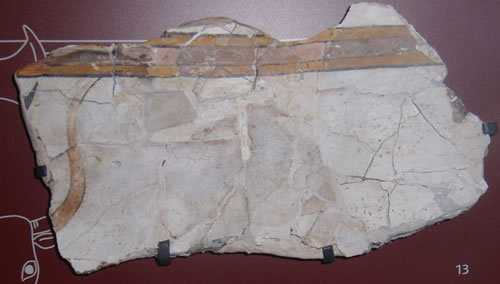
Mínoszi típusú falfestmény
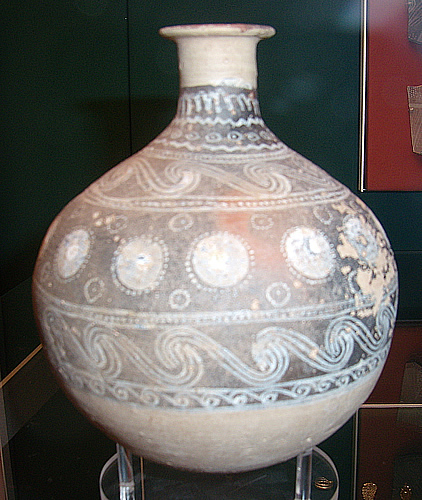
Edény Alalahból

## Külső hivatkozások
- Juan C. Oliva: Forgotten Text from Alalakh VII
- Kingdoms of Syria
- official web site of the Alalakh Excavations
- Alalakh
- Stone guardian lions of Alalakh
- S. Riehl, "Late Bronze Age Tell Atchana"